# MusicAeterna
MusicAeterna (рус. МьюзикЭтėрна) — музыкальный коллектив, созданный дирижёром Теодором Курентзисом в 2004 году в Новосибирске. С 2019 года место постоянной резиденции — Санкт-Петербург.

## История
Оркестр musicAeterna создан в 2004 году дирижёром Теодором Курентзисом в Новосибирске и до 2011 года являлся коллективом Новосибирского театра оперы и балета (НГАТОБ). В первом камерном составе было 39 музыкантов, из них 27 — струнный ансамбль.
Первый концерт оркестр сыграл 31 января 2005 в Кафедральном соборе Преображения Господня католической церкви Новосибирска. Звучала музыка Куперена и Чайковского, Кавальери и Айвза, Баха и Пярта, а также фрагменты «Реквиема» Моцарта, «Дидоны и Энея» Пёрселла и «Немецкого реквиема» Брамса.
Осенью 2005 года musicAeterna дебютировал за рубежом, на фестивале ACT2005 & New Russian Arts в Лондоне оркестр исполнил опера «Дидона и Эней» Пёрселла и Четырнадцатую симфонию Шостаковича. Позже записи этих сочинений в исполнении musicAeterna и Теодора Курентзиса были выпущены на лейбле Alpha. В 2011 году на том же лейбле был записан «Реквием» Моцарта.
К наиболее значимым спектаклям начального периода можно отнести балет Леонида Десятникова «Русские сезоны» в постановке Аллы Сигаловой, балет Сергея Прокофьева «Золушка» в постановке Кирилла Симонова, оперу Джузеппе Верди «Макбет» в постановке Дмитрия Чернякова (копродукция НГАТОБ с Парижской оперой).
Спектакли с участием коллектива появлялись и за пределами Новосибирска. Например, опера Алексея Сюмака «Станция» в 2008 году на фестивале «Территория» или «Дон Жуан» Моцарта в 2010 в Большом театре, где Теодор Курентзис с 2009 по 2011 годы являлся постоянным приглашенным дирижёром.
В феврале 2010 года по случаю 5-летия коллектива в Новосибирске состоялся большой фестиваль с участием звезд мировой величины: Симона Кермес, Маркус Бручер, Дебора Йорк, Арно Ришар, Стефания Хаутзель, Антона Батагова.
В январе 2011 года, после вступления Теодора Курентзиса в должность художественного руководителя Пермского театра оперы и балета, musicAeterna становится частью коллектива этого театра. Оркестр значительно расширяется, к концу пермского периода в коллективе работает 75 человек.

Первый концерт нового пермского коллектива состоялся 10 февраля 2011 года. Теодор Курентзис со своим оркестром исполнил две симфонии Моцарта. А уже в сентябре с участием оркестра состоялась премьера оперы «Так поступают все» в постановке Матиасса Ремуса, который дал старт проекту «Трилогия Моцарта — да Понте в Перми». Позже на пермской сцене появятся «Свадьба Фигаро» и «Дон Жуан». Параллельно с выпуском спектаклей musicAeterna записал трилогию для лейбла Sony Classical. Все это побудило и публику, и критиков говорить о феномене «Пермского Моцарта».
«Теодор Курентзис дирижирует так, словно опера была заново изучена и создана с нуля, а каждый её элемент был взвешен и аккуратно вписан в общий контекст.»

Financial Times, Andrew Clark
«Вторая опера из трилогии Моцарта — Да Понте в исполнении Курентзиса подтверждает, что высочайшая планка качества, заданная „Свадьбой Фигаро“, не была случайностью. Фанатичное рвение оркестра и хора musicAeterna способно вдохнуть новую жизнь даже в самый абсурдный комический маскарад.»

The Independent
Также в Перми при участии коллектива появились такие спектакли как опера Паскаля Дюсапена Medeamaterial в постановке Филиппа Григорьяна, балет «Свадебка» Игоря Стравинского в хореографии Иржи Килиана, опера «Королева индейцев» Генри Перселла в постановке Питера Селларса (копродукция с Королевской оперой Мадрида), опера «Носферату» Дмитрия Курляндского в постановке Теодороса Терзопулоса, опера «Травиата» Верди в постановке Роберта Уилсона, опера Cantos Алексея Сюмака в постановке Семена Александровского, опера «Жанна на костре» Артюра Онеггера в постановке Ромео Кастеллуччи.
С первого сезона в Перми оркестр стал резидентом Дягилевского фестиваля, а также регулярно участвовал в таких международных фестивалях, как Ruhrtriennale (Германия), Klara Festival (Бельгия), Люцернский фестиваль (Швейцария), фестиваль в Экс-ан-Провансе (Франция).
Концерты musicAeterna в Перми чередовались с выступлениями в концертных залах по всему миру, среди которых: Венский Концертхаус, Берлинская, Эльбская и Парижская филармонии, концертные залы Кёльна, Афин, Амстердама и Мадрида, Театр Ла Скала.
В 2017 году оркестр стал первым российским коллективом, открывшим Зальцбургский фестиваль. Музыканты исполнили оперу «Милосердие Тита» в постановке Питера Селларса и «Реквием» Моцарта.
В 2018 году оркестр вернулся в Зальцбург с циклом симфоний Бетховена. Следующее выступление запланировано на 2021 год.
В 2019 году география гастролей musicAeterna продолжала расширяться. Весной музыканты впервые выступили в двух городах Японии, представив сочинения Чайковского, а в ноябре дебютировали в Северной Америке. Концерт состоялся в нью-йоркском центре искусств The Shed, где был исполнен «Реквием» Верди. По версии The New York Times, концерт стал одним из главных событий года.
В 2019 году коллектив стал независимым и переехал в Петербург, где на базе Дома Радио сформировал новую структуру и сосредоточился на развитии собственных экспериментальных, концертных и просветительских проектов. Программу арт-резиденций в 2020 году открыл композитор Алексей Ретинский.
Первый концерт в качестве независимого коллектива состоялся 1 сентября 2019 года. Звучала опера «Так поступают все» Моцарта. Позже вся Трилогия была исполнена сначала в Вене, а затем в Люцерне, где впервые на одной сцене с совместным концертом выступили Теодор Курентзис, Чечилия Бартоли и musicAeterna.
В августе 2022 года объявлено о создании хореографической труппы — musicAeterna Dance — под руководством Курентзиса, режиссёра Анны Гусевой и хореографа Анастасии Пешковой.

## Дискография
| Дата выхода             | Формат       | Произведение | Лейбл          | Награды                                                                                                 |
| ----------------------- | ------------ | --- | -------------- | --- |
| 2008 (переиздан в 2017) | CD           | Генри Пёрселл, Опера «Дидона и Эней» | Alpha          | |
| 2010 (переиздан в 2017) | CD           | Дмитрий Дмитриевич Шостакович, Симфония № 14 op. 135                                                                                               | Alpha          | |
| 2011 (переиздан в 2017) | CD, LP       | Вольфганг Амадей Моцарт, Requiem | Alpha          | |
| 2014                    | CD, LP       | Вольфганг Амадей Моцарт, Опера «Свадьба Фигаро» | Sony Classical | ECHO Klassik award                                                                                      |
| 2014                    | CD, LP       | Вольфганг Амадей Моцарт, Опера «Так поступают все женщины»                                                                                         | Sony Classical | |
| 2014                    | CD           | Жан Филипп Рамо, «Звук света», фрагменты из опер                                                                                                   | Sony Classical | |
| 2015                    | DVD, Blu-Ray | Генри Пёрселл, Опера «Королева индейцев» | Sony Classical | ECHO Klassik award                                                                                      |
| 2015                    | CD           | Игорь Стравинский, Балет «Весна священная» | Sony Classical | ECHO Klassik award                                                                                      |
| 2016                    | CD           | Петр Ильич Чайковский, Концерт для скрипки с оркестром Игорь Федорович Стравинский, «Свадебка» — русские хореографические сцены с музыкой и пением | Sony Classical | |
| 2016                    | CD, LP       | Вольфганг Амадей Моцарт, Опера «Дон Жуан» | Sony Classical | ECHO Klassik award Edison Klassiek Award Japanese Record Academy Award BBC Music Magazine’s Opera Award |
| 2016                    | CD           | Дмитрий Курляндский, Опера «Носферату» | Fancymusic     | |
| 2017                    | CD, LP       | Петр Ильич Чайковский, Симфония № 6 | Sony Classical | Edison Klassiek Award Japanese Record Academy Award                                                     |
| 2018                    | CD, LP       | Густав Малер, Симфония № 6 | Sony Classical | Edison Klassiek Award Japanese Record Academy Award                                                     |
| 03.04.2020              | CD, LP       | Людвиг ван Бетховен, Симфония № 5 | Sony Classical | |
| 09.04.2021              | CD, LP       | Людвиг ван Бетховен, Симфония № 7 | Sony Classical | |